# Hydra circumcincta
Hydra circumcincta är en nässeldjursart som beskrevs av Schulze 1914. Hydra circumcincta ingår i släktet Hydra och familjen Hydridae. Inga underarter finns listade i Catalogue of Life.